# Załużeczje
Załużeczje (ros. Залужечье) – wieś (ros. деревня, trb. dieriewnia) w zachodniej Rosji, w osiedlu miejskim Krasninskoje rejonu krasninskiego w obwodzie smoleńskim.

## Geografia
Miejscowość położona jest nad rzeką Rżawka, 9 km od centrum administracyjnego osiedla miejskiego i całego rejonu (Krasnyj), 49 km od Smoleńska, 27 km od najbliższej stacji kolejowej (Gusino).
W granicach miejscowości znajduje się ulica Klenowaja.

## Demografia
W 2010 r. miejscowość zamieszkiwały 2 osoby.